# ホシュート
ホシュート（ᠬᠣᠱᠤᠳ　カルムイク語：Хошут、モンゴル語：Хошууд、中国語：和碩特）は、モンゴル系遊牧民族オイラトの一部族（ホシュート部）で八部オイラトの一つ。一時期はオイラト部族連合の盟主となるほど強盛を誇った。呼称はカルムィク語（オイラト語）に準じたホシュートのほか、現代モンゴル語に準じたホショード、チベット語に準じたホショトの名でも呼ばれる。

## 歴史

### 起源
オイラト年代記である『四オイラト史』によると、ホシュートの起源はチンギス・カンの同母弟ジョチ・ハサルにまでさかのぼるという。ハサルの子孫は代々ホルチン部の部族長であったが、ホルチン部の系譜にはそこから分岐してホシュート部を創始したという人物名が記録されておらず、氏族名もボルジギン氏（ホルチン部）とオジエト氏（ホシュート部）とでは異なるため、この説は疑わしい。ただし、ホシュート部のオジエト氏がモンゴルの一部族であったのは確かであり、トゴン・タイシとエセン・ハーンのオイラト帝国時代にオイラトの傘下に入ったモンゴル部族がホシュート部となり、そのままオイラトになったものと思われる。

### アルタン・ハーンのオイラト征伐
モンゴル年代記である『蒙古源流』によると、モンゴルのトゥメト部長アルタン・ハーンが16世紀後半にオイラト征伐に乗り出し、オイラトのホイト部，トルグート部，バートト部，ドルベト部，ホシュート部の首長たちを殺害したという。これ以降、モンゴルとオイラトの対立が続くこととなるが、基本的に宗主権はモンゴル側にあった。

### モンゴルからの独立
1620年にオイラトのトルグート部とジュンガル部がモンゴルのハルハ部を攻撃したことに端を発し、オイラトとモンゴルが戦闘状態となった。1623年に四（ドルベン）オイラト連合軍はハルハ部長でアルタン・ハーンであるウバシ・ホンタイジらを殺害し、モンゴルの従属下から独立を果たした。

### ホシュート部の内乱
1625年、ホシュート部のチョクルとその同母異父兄弟であるバイバガスとの間で遺産相続争いが起き、その戦闘でバイバガスが戦死した。バイバガスの弟であるトゥルバイフとクンデレン・ウバシはイシム川からトボル川まで逃げたチョクルを追い続け、1630年にヤイク川でチョクルの部民を殺害した。
これが姻戚の諸部を巻き込んだ内乱に発展したため、1630年にトルグート部長のホー・オルロクは同族で争うことを避けるべく、一部のホシュート部民とドルベト部民を連れてヴォルガ河畔にまで逃れ、その地に移住した。これがのちのヴォルガ・カルムィクとなり、現在のカルムィク人となる。

### ホシュート部の青海遠征
ホシュート部長となったトゥルバイフは1636年、チベット仏教ゲルク派の要請を受けて青海のチョクト・ホンタイジを討伐すべく、青海遠征をおこなった。トゥルバイフは暮の結氷期を利用して一万のオイラト軍を青海に侵攻させ、翌年にチョクト・ホンタイジの三万を殲滅した。これによってトゥルバイフはゲルク派のダライ・ラマ5世から「持教法王」の称号を授かり、グーシ・ノミーン・ハーン（国師法王）となった（以下、グーシ・ハーン）。これ以降、オイラトがチベット仏教ゲルク派の施主を務めるようになり、これまでチンギス・カンの男系子孫のみが名乗っていた「ハーン」号を他家であるオイラトも名乗るようになった。

### 青海ホショト
グーシ・ハーンは青海に呼び寄せた配下のオイラト人とともにチベットを平定してまわり、1642年にチベットを統一してチベット王の位に就いた。この時グーシ・ハーンがダライ・ラマ5世をチベット仏教界の教主に推戴したため、現在に至るダライ・ラマ政権（ガンデンポタン）が始まることとなった。グーシ・ハーンの子孫はその後も青海草原で遊牧をしながら、代々のチベット王の位に就いた。この王統をグシ・ハン王朝と称する。彼のチベット平定に従軍し、そのまま青海草原をはじめとするチベット各地に住み着いたホシュートは、オイラト本国に残留した集団と区別して、青海ホショトと呼ばれる。
1675年、オイラト本国のホシュート部長オチルト･チェチェン･ハーンはジュンガル部長のガルダンと衝突し、翌年に捕虜となった。これまでオイラトの盟主はホシュート部であったが、これによって盟主の座をジュンガル部に奪われてしまう。

### ジュンガルのチベット侵攻
ダライ・ラマ5世の摂政、サンギェギャムツォはガルダンを支援する政策が失敗におわり、グーシ・ハーンの一族からは距離を置かれ、清朝からは敵視されるようになり、孤立を深めていた。
第3代チベット・ハンであるダライ・ハンの嫡子ラサンは、一族との抗争に打ち勝ち、チベット・ハンの実権を回復しようと試み、まずサンギェギャムツォと結んで1703年にハンに即位し、「テンジン・ジンギル・ギャルポ（シャジンバリクチ・チンギス・ハーン）」の称号を得、サンギェギャムツォが擁するダライ・ラマ6世ツァンヤンギャムツォのお墨付きを得ながら、一族の属民を侵奪した。
しかしツァンヤンギャムツォは自身の小姓の扱いを巡ってサンギェギャムツォと対立をはじめ、「比丘戒」を受けることを辞退するのみならず、既に受けていた沙弥戒まで返上、飲酒と女色に溺れる放蕩生活に入った。ラサンとサンギェギャムツォの協力関係は破れ、サンギェギャムツォのラサンに対する投毒の試み、ラサンによるサンギェギャムツォ親子の拘束とサンギェギャムツォの殺害、ラサンによるツァンヤンギャムツォの逮捕と清朝への送還などが行われた。
清の康熙帝もサンギェギャムツォを不快に思っていたので、ラサン・ハンに味方し、パンチェン・ラマ2世の同意を得て新たなダライ・ラマ6世（対立6世）イェシェギャムツォを立てたが、チベット人の信用を得ることができなかった。
グーシ・ハーン一族の分家諸家の多くは、ラサン・ハンによるツァンヤンギャムツォの廃位とイェシェギャムツォの擁立に激しく反発、彼らは、ガルダン以来オイラト本国を掌握していたジュンガル部長のツェワンラブタンとの間で、ラサンの排除とケサンギャムツォ（清朝に送還される途上で死去したツァンヤンギャムツォの転生者とされる）の擁立を目指す秘密同盟を締結した。1717年、この同盟にもとづき、ジュンガル軍がチベットに侵攻、突如現れたジュンガル軍に対し、歴代のチベット・ハンがダム草原に配置していた小規模な直属部隊だけではこれに対処できず、ラサに後退したが、内部からチベット人が城門を開けたためジュンガル軍と戦闘になった。初めはラサのポタラ宮に立てこもって清の援軍を待っていたラサンであったが、援軍が到着するまでもたないと判断すると、そのまま撃って出て壮烈な戦死を遂げた。

### ジュンガル滅亡後のホシュート
1755年、清朝はジュンガル部の相続争いからオイラトが内乱状態になったのに乗じてオイラト本国に出兵、ジュンガル帝国を滅ぼした。ジュンガル帝国の滅亡後、各地にいたオイラト諸部は清朝によって遊牧地を与えられ、満州人の八旗制度に準じた旗（ホシューン）に分けられた。以下は各ホシュートの旗。
- アラシャン・オーロト部
- 青海地区 - ホシュート二十一旗
- ホブド地区 - 新ホシュート一旗
- 新疆地区 - ホシュート三旗

## 歴代部族長

### ホシュート部
1. クセイ
2. ウバク・チンサン…クセイの子
3. ヤダイ・チンサン…ウバク・チンサンの子
4. チン・タイシャ（タイシ）…ヤダイ・チンサンの子
5. チョークル（1625年？ - 1630年）…チン・タイシャの弟
  - バイバガス（1625年）…チョークルの同母異父兄弟、ハーナイ・ノヨン・ホンゴルの子
6. グーシ・ハーン（1630年？ - 1642年？）…バイバガスの弟
7. オチルト･チェチェン･ハーン（1642年 - 1676年）…バイバガスの子

### 青海ホショト
| 名                   | 在位期間        | ダライラマ授与の称号：チベット語（モンゴル語）／清朝皇帝授与の称号                                                                | 通称           |
| -------------------- | --------------- | --- | -------------- |
| トゥルバイフ         | 1642年 - 1654年 | テンジン・チューキ・ギャルポ（シャジンバリクチ・ノミン・ハーン）／遵行文義敏慧顧実汗                                              | グシ・ハン     |
| ダヤン               | 1654年 - 1668年 | テンジン・ドルジェ・ギャルポ（シャジンバリクチ・オチル・ハーン） テンジン・ターヤン・ギャルポ（シャジンバリクチ・ダヤン・ハーン） | ダヤン・ハーン |
| グンチュク           | 1668年 - 1700年 | テンジン・タレー・ギャルポ（シャジンバリクチ・ダライ・ハーン）                                                                    | ダライ・ハーン |
| テンジン・ワンギャル | 1700年 - 1703年 | |                |
| ラサン               | 1703年 - 1717年 | テンジン・ジンギル・ギャルポ（シャジンバリクチ・チンギス・ハーン）／翊法恭順汗                                                    | ラサン・ハン   |

### ユルドゥス・ホシュート（珠勒都斯和碩特）部
扎薩克多羅土謝図貝勒（ジャサク・ドロイ・トシェート・ベイレ）
1. 恭格（1771年 - 1773年）…青海グーシ・ハーン（顧実汗）の兄クンデレン・ウバシ（昆都倫烏巴什）の六世の孫
2. 徳勒克烏巴什（1773年 - 1791年）…恭格の長子
3. 騰特克（1791年 - 1797年）…徳勒克烏巴什の従弟

### ホシュート（和碩特）部
扎薩克固山阿穆爾韻貴貝子
1. 雅蘭丕勒（1771年 - 1790年）…クンデレン・ウバシの玄孫
2. 鄂済爾（1790年 - 1802年）…雅蘭丕勒の弟
3. 巴特瑪策凌（1802年 - 1814年）…鄂済爾の子
4. 普爾普（1814年）…巴特瑪策凌の子
5. 車徳恩多爾済（1814年 - 1840年）…普爾普の子
6. ドルジ・ナムジャル（多爾済那木札勒）（1841年 - 1882年）…車徳恩多爾済の嗣子
7. 棍布扎布（1882年 - 1897年）…ドルジ・ナムジャルの子
8. 桑済扎布（1897年 - ?）…棍布扎布の子

扎薩克一等台吉
1. 諾海（1771年 - 1792年）…恭格の族叔父
2. 三済（1792年 - 1797年）…諾海の長子
3. 烏爾図那遜（1797年 - 1834年）…三済の子
4. 巴彦済爾噶勒（1834年 - 1839年）…烏爾図那遜の子
5. 棍済克扎布（1839年 - 1856年）…巴彦済爾噶勒の子
6. 洞魯布旺扎勒（1856年 - 1887年）…棍済克扎布の弟
7. 貢噶那木扎勒（1887年 - ?）…洞魯布旺扎勒の子

扎薩克一等台吉
1. 巴雅爾拉瑚（? - 1775年）…クンデレン・ウバシの五世の孫
2. 斉業斉（1775年 - 1805年）…巴雅爾拉瑚の子
3. 桑済策楞（1806年 - 1819年）…斉業斉の子
4. 済爾噶勒（1819年 - 1826年）…桑済策楞の子
5. 図魯孟庫（1826年 - 1851年）…済爾噶勒の嗣子
6. 喇什徳勒克（1851年 - 1891年）…図魯孟庫の子
7. 車伯克多爾済（1891年 - 1899年）
8. 喇達博堆（1899年 - ?）

### 哈畢察克和碩特部
扎薩克一等台吉
1. 布彦科什克（1796年 - 1835年）…蒙袞の子
2. エリンチン・ドルジ（額林沁多爾済）（1835年 - 1851年）…布彦科什克の子
3. 斉默特車林（1851年 - 1871年）…エリンチン・ドルジの子
4. 克什克布彦（1871年 - 1907年）…斉默特車林の子
5. 達木鼎策得恩（1907年 - ?）…克什克布彦の子